# ブルーノ・レゼンデ
ブルーノ・モッサ・デ・レゼンデ（Bruno Mossa de Rezende, 1986年7月2日 - ）は、ブラジルの男子バレーボール選手。ブラジル代表。

## 来歴
リオデジャネイロ出身。ジュニア代表として出場した2005年U-21世界選手権で銀メダルを獲得し、ブラジル代表のセッターに選出され2007年ワールドカップで金メダル、2008年北京オリンピックで銀メダルを獲得した。北京オリンピック後にレギュラーセッターとなり、優勝した2009年ワールドグランドチャンピオンズカップでベストセッター賞を受賞した。
スーパーリーガのクラブではキャプテンを務め、3度のリーグ優勝（2006年、2008年、2009年）を経験。南米のクラブチャンピオンとして2009年世界クラブ選手権に出場した。
2012年8月のロンドンオリンピックでは、2大会連続となる銀メダルを獲得した。
母国開催となったリオデジャネイロオリンピックでも、ブラジル男子代表の金メダル獲得に大いに貢献した。

## 人物
- 父に現ブラジル男子代表監督のベルナルド・レゼンデを、母に元ブラジル女子代表のヴェラ・モッサをもつ。
- 母の最初の結婚相手との間に生まれた兄と、その3度目の結婚相手との間に生まれた妹がいる。
- また父ベルナルドの2度目の結婚相手との間に生まれた2人の妹がいる。

## 球歴
- オリンピック - 2008年（銀メダル）、2012年（銀メダル）、2016年（金メダル）
- 世界選手権 - 2010年（金メダル）
- ワールドカップ - 2007年（金メダル）
- ワールドリーグ - 2006年、2007年、2009年（優勝）
- ワールドグランドチャンピオンズカップ - 2009年（優勝）

## 所属クラブ
- シメド・フロリアノーポリス（2005-2011年）
- パッラヴォーロ・モデナ（2011年）
- RJXリオデジャネイロ（2012-2013年）
- RJリオデジャネイロ（2013-2014年）
- モデナ・バレー（2014-2016年）
- SESI São Paulo（2016-2017年）
- モデナ・バレー（2017-2018年）
- ASバレー・ルーベ（2018-2020年）
- EMS Taubaté Funvi（2020-2021年）
- モデナ・バレー（2021-2024年）
- Vôlei Renata（2024-）